# Big Flow Music
Big Flow Music — мексиканський хіп-хоп гурт з міста урянато, Гуанахуато. До гурту входять Хосе Луїс Гонсалес «MC JL», Едуардо Дуран «Giorgin», Алексіс Бедолла «Achas Lokote» і Хосе Луїс Рамірес «Kala».

## Історія
Гурт здобув популярність після виходу пісні «Andamos Locos», «Sentenciados A La Calle», «Que Me Vas A Decir» i «Tus Nubes De Humo». Тим не менш, його альбом є одним з найкращих підземних хіп-хопу та найважливішої групи в Мексиці поруч із Cartel de Santa і Santa Grifa.

## Дискографія
- Big Flow Music (2016)
- Entre El Peligro & La Muerte (2017)